# Wonosari (Puger)
Wonosari is een bestuurslaag in het regentschap Jember van de provincie Oost-Java, Indonesië. Wonosari telt 7915 inwoners (volkstelling 2010).